# Marianna Benti Bulgarelli

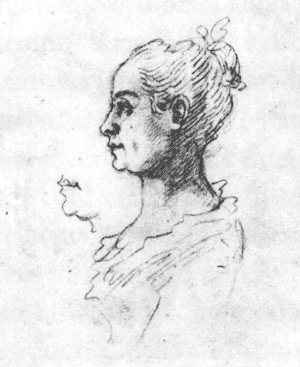
Marianna Benti Bulgarelli „La Romanina“

Marianna Benti Bulgarelli, auch Maria Anna Benti, Marianna Bulgarelli-Benti oder Marianna Bulgarelli (geboren um 1684 in Rom; gestorben am 26. Februar 1734 ebenda), war eine italienische Opernsängerin (Sopran) des frühen 18. Jahrhunderts. Nach ihrem Herkunftsort nannte man sie auch „La Romanina“. Besonders bekannt ist sie als frühe Förderin, Freundin und Muse von Metastasio.

## Leben
Marianna Benti debütierte in Rom 1703. 1712 wirkte sie in Genua für das Teatro Sant’Agostino und zwischen 1714 und 1715 am Teatro San Bartolomeo in Neapel; in beiden Städten feierte sie große Erfolge. 1716 bis 1718 war sie am Teatro San Grisostomo in Venedig.
Sie gehörte zu den großen Primadonnen ihrer Zeit und sang in Opern und anderen Werken der bedeutendsten Opernkomponisten ihrer Zeit, wie Alessandro Scarlatti, Francesco Gasparini, Tomaso Albinoni, Antonio Lotti, Carlo Francesco Pollarolo, Antonio Maria Bononcini, Domenico Sarro, Nicola Porpora, Georg Friedrich Händel, Leonardo Leo, Francesco Feo und Johann Adolph Hasse (siehe unten Liste der Opernrollen). Über ihre gesamte Karriere hinweg trat sie besonders häufig an der Seite des berühmten Soprankastraten Nicolò Grimaldi, genannt „Nicolini“, auf (siehe unten Liste der Opernrollen). Andere häufige Bühnenpartner waren Faustina Bordoni (ab 1716), Antonio Bernacchi (1717–1719), der junge Carlo Broschi (genannt „Farinelli“, 1721–1723), Antonia Margherita Merighi (1723–1724), der Tenor Annibale Pio Fabri (1723–1724), der auch aus Händels Biografie bekannt ist – genau wie Senesino, Francesca Cuzzoni, Giovanni Carestini und Gaetano Berenstadt; neben den beiden letzteren sang sie gegen Ende ihrer Karriere (ab 1726) (siehe unten die Liste der Opernrollen).
In Neapel fand 1719 eine besonders schicksalhafte Aufführung statt, als sie neben dem jungen Farinelli in Nicola Porporas Kantate Gli orti esperidi (Die Gärten der Hesperiden) die Rolle der Venus sang. Der Text stammte von dem jungen und noch völlig unbekannten Pietro Metastasio, der jedoch zunächst anonym blieb, aber die Romanina gab keine Ruhe, bis sie herausgefunden hatte, wer es war. Als sie ihn kennenlernte, überzeugte sie ihn, seine aktuelle Beschäftigung als Jurist aufzugeben. Sie verliebte sich in den viel jüngeren Metastasio und ließ ihn nach traditioneller Überlieferung in ihrem eigenen Hause wohnen (unter einem Dach mit ihrem Mann Domenico Bulgarelli); dies wird jedoch von anderen Biographen bestritten. Dank der Unterstützung und der guten Ratschläge der Benti-Bulgarelli lernte Metastasio die größten Komponisten und Sänger der Epoche kennen und begann sich ganz dem Schreiben von Libretti zu widmen.
1724, immer noch am San Bartolomeo, sang die Romanina in Metastasios erstem wirklichem melodramma Didone abbandonata die Titelpartie, mit Musik von Domenico Sarro. Die Oper soll direkt von ihr inspiriert gewesen sein und ihre Darbietung faszinierend. Ende des gleichen Jahres und 1725 trat sie in der gleichen Rolle auch noch in anderen Vertonungen von Albinoni (Didone abbandonata, 26. Dezember 1724, Venedig, Teatro Tron di San Cassiano) und Porpora auf (Didone abbandonata, 1725, Reggio nell’Emilia, Teatro del Pubblico), immer mit Nicolini als Enea.
1725 war sie am Teatro San Cassiano in Venedig und 1726 wieder in Neapel. Nach ihrem Rückzug von der Bühne übersiedelte sie 1728 nach Rom.
Nach Metastasios Ernennung zum poeta cesareo ging er an den kaiserlichen Hof in Wien und verließ sie. Laut einigen Biographen soll sie fünf Jahre später, 1734, versucht haben, zu ihm zu übersiedeln, und während der Reise gestorben sein; der Versuch, ihm zu folgen, wird allerdings von Bonaventura bestritten. Ihre ganze Habe vermachte sie Metastasio, der jedoch auf das Erbe verzichtet haben soll zugunsten ihres Ehemannes Domenico Bulgarelli als „unbestreitbaren Beweis seiner uneigennützigen Freundschaft“ für Marianna.

## Rollen (Auswahl)
Die meisten der aufgelisteten Rollen wurden Marianna Benti-Bulgarelli „La Romanina“ direkt auf den Leib geschrieben; genannt werden auch die wichtigsten Bühnenpartner.
- Berenice in L’amor generoso von Alessandro Scarlatti (1. Oktober 1709, Neapel, Teatro di Palazzo Reale), mit dem Soprankastraten Nicola Grimaldi, genannt Nicolini.[5]
- Climene in La forza della fedeltà von Alessandro Scarlatti (3. Februar 1711, Florenz, Teatro del Cocomero).[6]
- Ernelinda in La fede tradita e vendicata von Giuseppe Maria Orlandini (15. August 1712, Bologna, Teatro Marsigli Rossi), mit Senesino als Vitige.[7]
- Fiana in Pisistrato von Leonardo Leo (13. Mai 1714, Neapel, Teatro San Bartolomeo), mit Gaetano Borghi in der Titelrolle und Nicolini (Nicola Grimaldi) als Pericle.[8]
- Ramise in Arminio von Alessandro Scarlatti (19. November 1714, Neapel, Teatro San Bartolomeo), neben Nicola Grimaldi, genannt Nicolini, in der Titelrolle.[9]
- Tomiri in Tigrane von Alessandro Scarlatti (16. Februar 1715, Neapel, Teatro San Bartolomeo), mit Nicolini (Nicola Grimaldi) als Tigrane.[10]
- Ginevra in Ariodante von Carlo Francesco Pollarolo (14. November 1716, Venedig, Teatro Grimani di San Giovanni Grisostomo), mit Faustina Bordoni als Dalinda.[11]
- Giulia Mammea in Alessandro Severo von Antonio Lotti (17. Januar 1717, Venedig, Teatro Grimani di S. Giovanni Grisostomo), mit Faustina Bordoni als Alessandro.[12]
- Lucinda in Il Venceslao von Carlo Francesco Pollarolo (Frühling 1717, Genua, Teatro Sant’Agostino), mit Giuseppe Maria Boschi, Francesca Cuzzoni, Giovan Battista Minelli.[13]
- Lisaura in Eumene von Tomaso Albinoni (13. November 1717, Venedig, Teatro Grimani di San Gio. Grisostomo), mit Nicolini, Antonio Bernacchi, Faustina Bordoni u. a.[14]
- Statira in Arsace von Francesco Gasparini (ca. 26. Dezember 1717, Venedig, Teatro Grimani di San Gio. Grisostomo), mit Nicolini (Nicola Grimaldi), Faustina Bordoni, und Antonio Bernacchi.[15]
- La Vittoria und Armida in Rinaldo von Georg Friedrich Händel (1. Oktober 1718, Neapel, Teatro di Palazzo Reale), mit Nicolini (Nicola Grimaldi) als Rinaldo.[16]
- Andromaca in L’Astianatte von Antonio Maria Bononcini (ca. 4. Januar 1719, Venedig, Teatro San Giovanni Grisostomo), mit Nicolini (Nicola Grimaldi), Faustina Bordoni, Antonio Bernacchi.[17]
- Rosane in Cambise von Alessandro Scarlatti (4. Februar 1719, Neapel, Teatro San Bartolomeo), u. a. mit Nicolini (Nicola Grimaldi) in der Titelrolle.[18]
- Asteria in Il Bajazet von Francesco Gasparini (29. April 1719, Reggio Emilia, Teatro del Pubblico), neben Antonio Bernacchi als Tamerlano, Faustina Bordoni als Irene, Francesco Borosini als Bajazet.[19]
- Rosimonda in Faramondo von Nicola Porpora (19. November 1719, Neapel, Teatro San Bartolomeo), mit Giovan Battista Minelli als Faramondo u. a.[20]
- Zidiana in Teuzzone von Francesco Feo, Libretto: Apostolo Zeno (20. Januar 1720, Neapel, Teatro San Bartolomeo).[21]
- Die Titelpartie in Ginevra, regina di Scozia von Domenico Sarro (20. Januar 1720, Neapel, Teatro San Bartolomeo), mit Giovan Maria Morosi als Ariodante und Giovan Battista Minelli als Polinesso.[22]
- Die Titelrolle in Tito Manlio von Carlo Francesco Pollarolo (1. Oktober 1720, Neapel, Großer Saal des Palazzo Reale).[23]
- Licinia in Caio Gracco von Leonardo Leo (19. November 1720, Neapel, Teatro San Bartolomeo).[24]
- Venere in Gli orti esperidi von Nicola Porpora, Libretto: Metastasio (1721).
- Perseo in L’Andromeda von Domenico Sarro (28. Januar 1721, Neapel), mit Carlo Broschi (Farinelli) als Clisauro.[25]
- Viriate in Siface von Francesco Feo, Libretto: Metastasio (13. Mai 1723, Neapel, Teatro San Bartolomeo), mit Nicolini (Nicola Grimaldi), Antonia Margherita Merighi und Annibale Pio Fabri.[26]
- Rosmene in Imeneo von Nicola Porpora, Libretto: Silvio Stampiglia (1723), mit Antonia Margherita Merighi als Imeneo, Annibale Pio Fabri als Argenio, Carlo Broschi (Farinelli) als Tirinto u. a.[27]
- Emilia in Silla dittatore von Leonardo Vinci (1. Oktober 1723, Neapel, Teatro di Palazzo Reale), mit Nicolini (Nicola Grimaldi) als Silla, Antonia Margherita Merighi als Pompeo, und Annibale Pio Fabbri u. a.[28]
- Erifide in Amare per regnare[A 3] von Nicola Porpora (12. Dezember 1723, Neapel, Teatro San Bartolomeo), u. a. neben Antonia Margherita Merighi, dem Soprankastraten Nicolini und dem Tenor Annibale Pio Fabri.[29]
- Die Titelpartie in Didone abbandonata von Domenico Sarro, Libretto: Metastasio (1. Februar 1724, Neapel, Teatro San Bartolomeo), mit Nicolini als Enea, Antonia Margherita Merighi und Annibale Pio Fabri u. a.[30]
- Die Titelpartie in Didone abbandonata von Tomaso Albinoni, Libretto: Metastasio (26. Dezember 1724, Venedig, Teatro Tron di San Cassiano), u. a. mit Nicolini (Nicola Grimaldi) als Enea, und Domenico Gizzi.[3]
- Die Titelpartie in Didone abbandonata von Nicola Porpora, Libretto: Metastasio (fiera 1725, Reggio, Teatro del Pubblico), wieder mit Nicolini als Enea, Domenico Gizzi u. a. Bühnenbilder von Francesco Bibiena.[4]
- Viriate in Siface von Nicola Porpora, Libretto: Metastasio (Karneval 1725–1726, Venedig, Teatro Grimani di S. Gio. Grisostomo), mit Nicolini in der Titelpartie und Giovanni Carestini als Erminio.[31]
- Emira in Siroe, re di Persia von Leonardo Vinci, Libretto: Metastasio (Karneval 1726, Venedig, Teatro Grimani), neben Nicolini (Nicola Grimaldi) in der Titelpartie und Giovanni Carestini als Medarse.[32]
- Timareta in Il Sesostrate von Johann Adolph Hasse (26. August 1726, Neapel, Teatro San Bartolomeo), u. a. mit Gaetano Berenstadt und Carlo Scalzi.[33]
- Elisa in L’Astarto von Johann Adolph Hasse, Libretto: Apostolo Zeno und Pariati (Dezember 1726, Neapel, Teatro San Bartolomeo), mit Gaetano Berenstadt u. a.[34]
- Miride e Berenice von Johann Adolph Hasse